# Ахмед Курей
Ахмед Али Мохамед Курей или Курея(на арабски: أحمد علي محمد قريع, известен още като Абу Алаа, е бивш председател на Палестинския законодателен съвет и бивш министър-председател на Палестина.